# Ionopsis zebrina
Ionopsis zebrina är en orkidéart som beskrevs av Friedrich Fritz Wilhelm Ludwig Kraenzlin. Ionopsis zebrina ingår i släktet Ionopsis och familjen orkidéer.
Artens utbredningsområde är Colombia. Inga underarter finns listade i Catalogue of Life.